# Giuseppe Racchetti
Giuseppe Racchetti (Crema, 19 dicembre 1783 – luglio 1858) è stato un poeta, scrittore e storiografo italiano, figlio di Andrea e Isabella Bellocchio, fratello di Alessandro, Paolo e Vincenzo Racchetti.

## Biografia
Giuseppe, dopo il periodo di apprendimento in adolescenza con lo zio prete nonché suo maestro di latino, frequentò la facoltà di Chimica all'università di Pavia. Dopo essersi laureato coltivò altri interessi come la botanica, la fisica, l'astronomia, e al contempo gestì la farmacia familiare nel cremasco. Se poteva considerarsi a tutti gli effetti un uomo di scienza, non bisogna dimenticare la sua grande passione per le poesie, i romanzi e la storiografia: scrisse diversi componimenti non diventati molto famosi; pubblicò tre romanzi: "Paolo de' Conti di Camisano" (1839), "Franco Allegri" (1833) e l'inedito "Gli Irochesi", che ebbero un discreto successo.
Ma il lavoro che lo rese celebre nel tempo è certamente lo studio sulla storia di Crema: prima di costui non vi era una precisa e dettagliata storia della città, e perciò Giuseppe con la "Storia genealogica delle nobili famiglie cremasche" andò a sciogliere ogni dubbio sulle casate nobili del cremasco, approfondendo lavori di storiografi antecedenti: Fino, Canobio, Tintori e Zucchi tra gli altri.
Morì nel luglio del 1858 per ignoti motivi.

## Opere

### Manoscritti

#### Opere dal contenuto e dalla forma varie
- “Gli Irochesi” 1844
Raccolta di opere ambientate nel Mondo dei Pellerossa della Florida. Le più conosciute sono :
- “ Les Natchez “ , “ Atala “ (1801) , “René” (1807) .
- “ Ad un'immagine del bambino Gesù addormentato in braccio a Maria “
- - “ Biografie di insigni cremaschi “ XIX Sec.
- - “ Le Bugiarde - gli equivoci “

Opera composta da due commedie.
- “ Canzò . [novella] in dialetto cremasco “
- “ I Cimiteri – carme “ 1852
- “ Dieci sciarade – Versi per nozze “

Scritto in morte del nobile Giuseppe Bisleri. Composto in versi sciolti / quartine
- “ Famiglie cremasche “ XIX Sec.

Distribuito in quattro cartoncini ripiegati a libro e chiusi in scatola di cartone o busta, sul cui dorso ricurvo a guisa di guardia di libro è attaccata un'etichetta con la dicitura : “ Racchetti /Famiglie / Cremasche “. Queste schede riguardano le sole famiglie Barbetta, Bravi, Fadini, Parati, Pallavicini , Scotti, Suardi , Tonsi, Tornioli,    Verdelli, Zogni .
- “Genealogie delle nobili famiglie Cremasche” 16 aprile 1848 – 3 giugno 1850

L'originale è custodito dalla Famiglia Racchetti a Milano. Suddivisa in tre volumi, di cui i primi due appartengono solamente alla famiglia Marchi ; l'ultimo è stato smarrito dal Conte Paolo Marazzi. È un'opera di poco valore : le notizie storiche sono scritte piuttosto causticamente .Particolarmente interessante è, invece ,la prefazione pubblicata dall'archivio Storico-Lombardo, in data 31 marzo 1883 con il titolo “ Crema sotto il dominio della Repubblica di Venezia “ .
- “ Modi di dire da classici ital. e proverbi “

due fascicoli di cinque fogli ed un foglietto.
- “ Novella [fu già in Mugello] “

Otto carte
- “ Novella in dialetto cremasco “
- 14 carte, nove scritte e cinque bianche
- “ L'Osservatore - Almanacco per l'anno 1813 “
- " Raccolta di poesie del 1854 "
- “ Ad un'immagine del bambino Gesù – Due sciarade – Preghiera di Rachele – Sonetto per la prima donna Marietta Lossetti – Alla notte, Anacreontica – Ad una Tortorella – A Fille – Alla

Notte (vers. Rifatta) – Pel fausto ingresso di S. M. l'imperatore Francesco I , ode – Per Nozze ,
trad. dell'ode V di Orazio .
- “ Relazione di un'eclissi di sole osservata a Crema il giorno 8 luglio 1842 “
- “ Ristretto dell'istorìa di Porto Reale di Giovanni Racine “
- “ La S'ciatta (ragazza) dell'isola di S. Elena “ novella in dialetto cremasco
- “ Storia del Colera in Crema “

#### Tragedie
- “ Turno “
- “ Agnese Visconti “ 1846?
- “ Ines di Castro “
- “ Malvina “ 1840

#### Commedie
- “ Asinaria “ Commedia tradotta da originale Plautina.
- “ La cameriera francese – Povertà nobile e ricchezza plebea a cimento “
- “ La Letterata – La Capricciosa “ 1838 e 1846

Sono due commedie in cinque fascicoletti
- “ La metà del secolo decimoottavo “ 1835
- “ Le Rivali “
- “ Il Sonetto “
- “ Le speranze deluse – La corte in Villa “
- “ La spuzzetta “ Commedia, manoscritto di sessanta carte.

#### Opere a stampa
- “ Il Geloso Obbligante “ 1862, Crema
- “Paolo De' Conti di Camisano - storia tratta da antiche memorie cremasche “ scritto nel 1831 e pubblicato a Milano nel 1839 (pubblicato in anonimo).

È un romanzo d'argomenti storico locale. Il sottotitolo, piuttosto lungo, chiarisce l'impostazione dello scritto. Comprende inoltre un fascicolo di 31 foglietti di appunti storici.
- “ La felicità conjugale” 1844

Questa novella “indiana” , composta in occasione delle nozze Marazzi-Sanseverino, è pensata principalmente per circolazione privata.
- “Franco Allegri “ scritto nel 1827, ma pubblicato in anonimo nel 1833 a Milano Racconto delle avventure di Giuseppe Racchetti .
- “ Alla notte “ 1865 Opera scritta in terzine in versi quinari